# Benthophiloides brauneri
Benthophiloides brauneri es una especie de peces de la familia de los Gobiidae en el orden de los Perciformes.

## Morfología
Los machos pueden llegar a alcanzar los 7,2 cm de longitud total y las hembras 5.1.

## Reproducción
Los huevos son grandes y presentan forma de pera. 

## Alimentación
Come larvas de quironómidos, pequeños crustáceos y gasterópodos.

## Hábitat
Es un pez de clima templado y demersal.

## Distribución geográfica
Se encuentra en Eurasia: los ríos y estuarios del mar Negro, el mar de Azov y el mar Caspio.

## Observaciones
Es inofensivo para los humanos. 